# Єжи Груба
Єжи Щепан Груба (пол. Jerzy Szczepan Gruba; 29 березня 1935, Псари — 15 жовтня 1991, Катовиці) — польський генерал часів ПНР, у 1980-х комендант громадянської міліції Катовицького воєводства, начальник управління внутрішніх справ Краківського воєводства. Був знаний як організатор упіймання серійного вбивці Здислава Мархвицького. Проводив репресивну політику в період воєнного стану, віддав наказ про упокорення шахти «Ствір». Усунений при зміні суспільно-політичного устрою Польщі.

## Оперативник
Народився у селянській сім'ї з гміни Псари. У 1953 році вступив на курси кадрів Міністерства громадської безпеки (МГБ) у Сталиногруді, з 1956 року — Катовиці. Наступного року закінчив офіцерську школу у Червеньську та вступив до I відділу (контррозвідки) Сталіногрудського управління МГБ. У 1954—1956 роках, після розформування МГБ, служив у I (розвідка) та II (контррозвідка) відділах Комітету громадської безпеки.
У 1956 році функції правоохорони та держбезпеки об'єднали в системі МВС ПНР. Єжи Грубу у званні підпоручика відправлено у Катовицьку воєводську комендатуру громадянської міліції (MO). Служив як оперативник й інспектор служби кримінальної міліції. У 1962 році прослухав у Лодзі курси начальників відділів кримінальної міліції. З 1963 року — капітан, з 1967 року — майор MO. Як оперативник мав високу професійну кваліфікацію. Мав також репутацію «молодого амбітного офіцера».
Груба очолював у комендатурі службу кримінальної міліції. Широкої популярності набув після 1971—1972 років — як керівник оперативної групи Анна, яка заарештувала серійного вбивцю Здзіслава Мархвицького. Водночас перебіг і результати розслідування цієї справи досі викликають сумніви, наприклад, характер зізнання Мархвицького.
З 1975 року Єжи Груба у званні підполковника — заступник воєводського коменданта Бенедикта Цадера. У грудні 1980 року полковник Груба отримав призначення Катовицьким воєводським комендантом громадянської міліції.

## Політична лінія
З 1953 року Груба — член урядущої компартії ПОРП. Перебував у партійному комітеті воєводської комендатури. У 1980—1981 роках — член Катовицького воєводського комітету ПОРП; у 1986—1989 роках — Краківського воєводського комітету.
Політично Груба дотримувався ортодоксальної партійної лінії, був прихильником силового придушення політичної опозиції та профспілки «Солідарність». Орієнтувався на таких діячів, як-от секретарі ЦК ПОРП Мирослав Мілевський і Стефан Ольшовський, перший секретар Катовицького воєводського комітету ПОРП Анджей Жабинський. Належав до регіональної групи «партійного бетону», підтримував Катовицький партійний форум.
У 1981 році Груба мав контакти з Володимиром Крючковим, заступником голови КДБ СРСР Юрія Андропова. Консультував Крючкова і щодо загальної ситуації в Польщі, і з політичних перспектив Жабинського, який користувався особливим уподобанням радянського керівництва.

## Комендант

### Грудневі упокорення
13 грудня 1981 року у ПНР введено воєнний стан. Полковник Груба прийняв виконання вказівки WRON. Активістів «Солідарності» інтернували, придушували акції протесту. При цьому саме Груба, за територіальним перебуванням, передав співробітникам Бюро охорони уряду наказ про інтернування колишнього першого секретаря ЦК ПОРП Едварда Герека.
Арешт голови профкому «Солідарності» Яна Людвічака викликав страйк гірників шахти «Віюк». Створили страйковий комітет під головуванням активіста Станіслава Платека. Переговори не дали результатів. До шахти стягнулися великі сили міліції та армії: п'ять рот ЗОМО, рота міліційних резервістів, дві роти ОРМО, три армійські мотострілецькі з трьома десятками БМП й одна армійська танкова рота — на чолі з командиром ЗОМО підполковником Казімежем Вільчинським.
Армію в операції представляли начальник воєводського військового штабу генерал Ян Лазарчик, його заступник полковник Петро Гембка та призначений на «Вуек» військовий комісар полковник Вацлав Римкевич. Вони, проте, обмежувалися переважно словесними заявами та висуванням ультиматумів. Першорядною була роль міліції та ЗОМО.
Загальне командування здійснював комендант Груба, оперативне — перший заступник коменданта зі Служби держбезпеки (СБ) полковник Зигмунт Барановський, керівник IV відділу управління СБ майор Едмунд Перек і заступник коменданта із ЗОМО підполковник Мар'ян Окрутни. Тим часом страйкарі, готові мати справу з військовими, категорично відмовлялися пускати на шахту міліцію (гірники не вважали себе злочинцями; репутація правоохоронних органів у ПНР була дуже одіозною).
15 грудня Воєводський комітет оборони (регіональний орган надзвичайного управління, підпорядкований WRON) створив штаб під керівництвом полковника Груби. Оперативний план підготував полковник Барановський. Було ухвалено рішення застосувати військову силу для упокорення шахти. Раніше того ж дня було придушено насильством страйк на шахті «Липневий маніфест» — під вогнем ЗОМО поранено четверо шахтарів, одного жорстоко побито.
16 грудня 1981 року на «Вуек» сталося зіткнення. ЗОМО під командуванням Вільчинського за армійськими танками атакували шахту. Страйкарі наполегливо чинили опір. По обидва боки були поранені, два офіцери та рядовий ЗОМО взяті в полон шахтарями. ЗОМО відкрили вогонь на ураження, загинули дев'ять шахтарів.
Отримавши інформацію про хід зіткнення, кількість убитих та поранених, Груба знепритомнів. Прокинувшись, він зв'язався з начальством у Варшаві, при звіті спираючись на силу опору та небезпеку для життя міліціонерів.
Згодом на судових процесах виконавці із ЗОМО посилалися саме на наказ коменданта Груби. Чеслав Кіщак (тоді міністр внутрішніх справ) і Войцех Ярузельський (тоді перший секретар ЦК ПОРП і голова WRON) також заявляли, ніби вказівка застосувати зброю надходила від полковника Груби всупереч забороні міністра. Сам Груба на той час уже помер.
Полковник Груба керував також придушенням страйку металургійного комбінату Хута Катовиці, який тривав 13—23 грудня 1981 року. Санкцію на силове рішення Груба отримав особисто від начальника РБ ПНР генерала Цястоня, але в цій ситуації вогнепальна зброя не застосовувалась. Тільки підземне проведення двотижневого страйку на шахті «П'яст» запобігло тут прямому насильству.
За підсумками грудневих подій новий Катовицький воєвода генерал Роман Пашковський схарактеризував полковника Грубу як «типового мента, який спочатку виконує наказ, потім починає думати».

### Варшавська справа
Але «порушення заборони», навіть якщо воно траплялося, ніяк не позначилося на службовому становищі та подальшій кар'єрі Груби. У вересні 1982 року йому надали звання генерал бригади. У травні 1983 року Груба обійняв посаду заступника головного коменданта міліції Юзефа Бейма. Опікувався у головній комендатурі Бюро кримінальної міліції.
На варшавський період служби Груби припала справа про вбивство Гжегожа Пшемика — 19-річного сина поетеси-дисидентки Барбари Садовської. 12 травня 1983 року Пшемика затримав міліційний патруль, його побили у відділку і він за день помер. Провину міліціонерів підтвердило навіть прокурорське розслідування. Загибель юнака спричинила вибух обурення. Утворилася проблема для найвищого керівництва. Генерал Ярузельський доручив МВС і головній комендатурі сформулювати свою версію: нібито Пшемик загинув через некваліфіковано надану медичну допомогу.
За дорученням міністра Кіщака та головного коменданта Бейма цим займався Груба. Він підготував потрібні міністерству варіанти «висновків» і подав на вибір Кіщаку. За це Груба отримав грошову премію 20 тисяч злотих. Спроби затемнити обставини, відвести звинувачення від убивць і покласти відповідальність на невинних медиків посилили громадське відторгнення органів внутрішніх справ.

### Зіткнення у Кракові
У квітні 1985 року генерал Груба отримав призначення начальником УВС у Краківському міському воєводстві (змінив полковника Адама Тшибінського). У політичному плані він провадив колишній репресивний курс.
У середині травня 1989 року у Кракові відбулися великі протести. Радикальна антикомуністична молодь виступила проти «змови в Магдаленці» і на Круглому столі, вимагала негайного виведення з Польщі радянських військ. Генерал Груба знову наказав на силовий розгін, проти демонстрантів було кинуто ЗОМО. Існує думка, що Груба цілеспрямовано йшов на загострення ситуації. Проте завзятість протестувальників, вміле посередництво Лешека Мочульського, загальна атмосфера країни змусили звільнити всіх затриманих.
У період перебування у Кракові генерал Груба обіймав посаду президента футбольного клубу Вісла. У той період ФК підпорядковувався МВС, президентську посаду обіймали офіцери комендатури й управління. За подальшими відгуками, керував він клубом авторитарно, не був популярним. Однак, на відміну від попередника Тшибінського, у футболі Груба розбирався та справлявся з організаторськими функціями. Але це супроводжувалося успіхами команди.

## Відставка та смерть
4 червня 1989 року «Солідарність» здобула фактичну перемогу на виборах. Ситуація в країни незворотно змінилася. Єжи Груба по-своєму відреагував на зміни: з його боку стали звучати раніше незрозумілі висловлювання про помилковість дій партійного керівництва або про правоту Адама Шаффа, твори якого генерал із захопленням став читати.
У січні 1990 року Грубу відкликали у розпорядження кадрового департаменту МВС, що фактично стало відставкою. 3 травня 1990 року звільнено зі служби. Менш ніж за півтора року помер у віці 56 років.